# Pesquisa Nacional de Saneamento Básico
A Pesquisa Nacional de Saneamento Básico, conhecida pela sigla PNSB, é uma pesquisa de periodicidade variável, realizada pelo Instituto Brasileiro de Geografia e Estatística (IBGE), instituição pública federal responsável pelas estatísticas oficiais do governo brasileiro. A pesquisa agrega e consolida os dados obtidos através de um levantamento estatístico detalhado do saneamento básico, realizado em todos os municípios do Brasil pela rede de coleta do IBGE.
O objetivo da PNSB é levantar informações que retratam a real condição do saneamento básico do país, como a oferta e a demanda de infra-estrutura sanitária, bem como a qualidade dos serviços prestados pelas entidades públicas ou privadas de saneamento, responsáveis pelo abastecimento de água, esgotamento sanitário, manejo de águas pluviais, manejo de resíduos sólidos e limpeza pública de todos os municípios brasileiros.

## História
O primeiro levantamento de saneamento básico realizado no Brasil ocorreu em 1974. Organizado e implementado pelo Ministério da Saúde, um convênio firmado com o IBGE entregava a este a responsabilidade somente pela coleta das informações.
Em 1977 houve novo convênio entre as duas instituições, desta vez ficando a cargo do IBGE não só a coleta, como também a investigação, o planejamento e a apuração dos dados, ou seja, todos os estágios da pesquisa. Nesse mesmo ano ficou decidido que a periodicidade da pesquisa seria trienal, embora esta não tenha ocorrido em 1980 e 1983.
Em 1988 ocorreu uma profunda reformulação na metodologia da PNSB, pela análise dos erros e acertos das pesquisas anteriores e pelas várias sugestões dadas por entidades, instituições de pesquisas, técnicos, pesquisadores e informantes. No ano seguinte, foram coletados dados sobre o abastecimento de água, esgotamento sanitário, limpeza urbana e coleta de lixo.
Em 1999, uma parceria feita entre o IBGE, a Secretaria Especial de Desenvolvimento Urbano da Presidência da República (SEDU/PR), a Fundação Nacional de Saúde (FUNASA) e a Caixa Econômica Federal, com o apoio da Organização Pan-Americana da Saúde (OPAS), possibilitou a obtenção de recursos para a PNSB realizada em 2000, com metodologia e variáveis ligeiramente diferentes da pesquisa realizada em 1989, inclusive com a inclusão de um questionário de drenagem urbana.

## PNSB 2000
A coleta dos dados da PNSB realizada no ano de 2000 durou três meses, e a pesquisa foi dividida em quatro questionários:
- Abastecimento de Água (AA);
- Esgotamento Sanitário (ES);
- Drenagem Urbana (DU); e
- Limpeza Urbana e Coleta de Lixo (LC).[1]

Cada questionário era subdividido em três partes:
- Identificação da entidade prestadora dos serviços, constituição jurídica e área(s) de atuação;
- Natureza dos serviços prestados e controle de qualidade; e
- Relação da entidade prestadora com a comunidade.[1]

Além dos quatro questionários, também era preenchido em todos os municípios o Levantamento Municipal dos Serviços de Saneamento Básico (LMSB), que consistia em um formulário no qual se levantavam os dados gerais de saneamento do município analisado, por distrito.

## PNSB 2008
| + 80% + 60% + 40% | + 20% até 20% |

Mapa dos estados brasileiros por porcentagem de municípios com rede de esgoto segundo o "PNSB 2008" divulgado pelo IBGE.

No período de outubro de 2008 a fevereiro de 2009 o IBGE, em convênio firmado com o Ministério das Cidades, realizou mais uma edição da pesquisa, com profudas modificações em relação à PNSB 2000, no sentido de preencher lacunas deixadas pela pesquisa anterior, e também pelas próprias transformações ocorridas no país nos últimos oito anos, que fizeram com que vários aspectos da pesquisa fossem adequados à realidade atual do Brasil.
O formulário LMSB foi substituído pelo questionário de Gestão Municipal do Saneamento Básico (GMSB). Além disso, o questionário de Drenagem Urbana (DU) foi substituído pelo de Manejo de Águas Pluviais (MAP) e o de Limpeza Urbana e Coleta de Lixo (LC) passou a ser chamado de Manejo de Resíduos Sólidos (MRS).

### Resultados
Pela comparação dos resultados obtidos na PNSB 2008 com aqueles levantados pela PNSB 2000, foi possível constatar uma melhora nos serviços de saneamento básico prestados em todo o país. O fato de quase 100% dos municípios brasileiros possuírem manejo de resíduos sólidos, à exceção de dois, e o aumento de 21,5% na prestação do serviço de drenagem urbana demonstram avanços nestes oito anos, um acréscimo de mais 929 municípios.
Por outro lado, nesse mesmo período houve um aumento de apenas 6,7% nos municípios com rede coletora de esgoto, o que ainda deixa 2.495 cidades sem esgotamento sanitário, ou seja, quase metade dos municípios brasileiros. A região Sudeste é a que possui a maior porcentagem de municípios com rede de esgoto: 95,1%. Mesmo assim, o único estado quase totalmente contemplado pelo serviço é São Paulo (com 99,8% de rede de esgoto), seguido por Espírito Santo (com 97,4%), Rio de Janeiro (92,4%) e Minas Gerais (91,6%). Já a região Nordeste aparece em segundo lugar por região, com 45,6% de rede de esgoto, tendo como destaques positivos os estados de Pernambuco (88,1%), Paraíba (73,1%) e Ceará (69,6%), posicionados acima da média nacional, e como destaques negativos o Piauí (4,5%) e o Maranhão (6,5%), que detêm entre os três piores serviços do Brasil; a região Sul aparece na terceira colocação, com 39,7%; a região Centro-Oeste em quarto lugar, com 28,3% e; em último lugar, a Região Norte, com apenas 13,2% dos municípios atendidos com o serviço.
Além disso, existem 33 municípios espalhados pelo país que ainda não contam com abastecimento de água, principalmente nos estados da Paraíba, Piauí e Rondônia. Nesses lugares, a solução alternativa de abastecimento se dá por meio de carros-pipa e poços particulares.
Número de pessoas (em milhões) sem acesso à rede coletora de esgoto segundo as Grandes Regiões do Brasil - 2008